# Diaparsis denticauda
Diaparsis denticauda là một loài tò vò trong họ Ichneumonidae.